# Helmut Schwartz
Helmut Schwartz (* 10. Februar 1937 in Merkstein; † 6. Mai 2007 in Kalterherberg) war ein deutscher Politiker (CDU).
Im Jahre 1954 begann er eine kaufmännische Ausbildung, die er 1956 mit der Kaufmansgesellenprüfung abschloss. Danach war er bei der Firma Vegla tätig.
In der Zeit von 1964 bis 1989 war er Kreistagsabgeordneter des Kreises Aachen. Von 1975 bis 1984 war Schwartz Landrat, von 1984 bis 1989 war er 1. stellvertretender Landrat. Dem Landtag NRW gehörte er von 1970 bis 1985 an.
Im Kreis Düren war Helmut Schwartz von 1985 bis 2001 hauptberuflich Geschäftsführer des CDU-Kreisverbandes. Zuletzt war er Bezirks- und Kreisvorsitzender der Senioren-Union, ebenso stellvertretender Landesvorsitzender dieser 40.000 Mitglieder zählenden Organisation.
Am 6. November 1986 wurde er mit dem Bundesverdienstkreuz I. Klasse ausgezeichnet.
Helmut Schwartz war verheiratet und hinterließ vier Kinder.